# Rupēs di Venere
Segue una lista delle rupēs presenti sulla superficie di Venere. La nomenclatura di Venere è regolata dall'Unione Astronomica Internazionale; la lista contiene solo formazioni esogeologiche ufficialmente riconosciute da tale istituzione.
Le rupēs di Venere portano il nome di dee del focolare e della casa.

## Prospetto
| Rupes           | Eponimo                                                                      | Latitudine | Longitudine | Diametro |
| --------------- | ---------------------------------------------------------------------------- | ---------- | ----------- | -------- |
| Fornax Rupes    | Fornace - Divinità dei forni per la cottura del pane nella mitologia romana. | 30,3° N    | 201,1° E    | 729 km   |
| Gabie Rupes     | Gabija - Dea lituana del fuoco e del focolare.                               | 67,5° N    | 109,9° E    | 350 km   |
| Hestia Rupes    | Estia - Divinità del focolare nella mitologia greca.                         | 6° N       | 71,1° E     | 588 km   |
| Uorsar Rupes    | Uorsar - Divinità del focolare nella cultura degli Adighè.                   | 76,8° N    | 341,2° E    | 820 km   |
| Ut Rupes        | Ut - Divinità del focolare nella cultura dei Tatari.                         | 55,3° N    | 321,9° E    | 676 km   |
| Vaidilute Rupes | Vaidilute - Dea lituana del focolare.                                        | 43,5° S    | 22° E       | 2000 km  |
| Vesta Rupes     | Vesta - Dea del focolare della mitologia romana.                             | 58,3° N    | 323,9° E    | 788 km   |